# 阿爾伯庫茲 (阿拉巴馬州)
阿爾伯庫茲（英語：Arbacoochee）是一個位於美國阿拉巴馬州克利本縣的非建制地區。該地的面積和人口皆未知。

## 地理
阿爾伯庫茲的座標為33°34′34″N 85°31′02″W / 33.57611°N 85.51722°W，而該地最高點為海拔高度293米（即961英尺）。